# 771
771 (DCCLXXI) je bilo navadno leto, ki se je po julijanskem koledarju začelo na torek.

## Dogodki
- 1. januar

## Rojstva
- Al Hakam I., tretji emir Kordovskega emirata († 822)
- Konstantin VI., cesar Bizantinskega cesarstva († 797)

## Smrti
- 28. junij - Karlman I., kralj Frankov (* 751)